# 中村まづる
中村 まづる（なかむら まづる）は、日本の経済学者。青山学院大学経済学部教授、同学部長。専門は公共選択論、経済政策論。

## 略歴
慶應義塾大学経済学部卒業。同大学院経済学研究科修士課程修了、同博士課程単位取得済退学。2003年千葉商科大学より博士（政策研究）取得。
慶大では加藤寛に師事。
日本経済政策学会会長、日本計画行政学会副会長などを歴任。

## 著書

### 共著
- （加藤寛）『総合政策学への招待』（有斐閣, 1994年）
- （川野辺裕幸）『テキストブック公共選択』（勁草書房, 2013年）

### 翻訳
- （デニス・ミューラー）『公共選択論』（加藤寛監訳, 有斐閣, 1993年）
- （ブライアン・カプラン）『選挙の経済学』（長峯純一, 奥井克美監訳・湯之上英雄, 飯島大邦, 石田祐共訳, 日経BP社, 2009年）